# 牛津鎮區 (北卡羅萊納州格蘭維爾縣)
牛津鎮區（英語：Oxford Township）是位於美國北卡羅萊納州格蘭維爾縣的一個鎮區。

## 地方資料
牛津鎮區的面積為104.11平方千米，皆為陸地。根據2020年美國人口普查的數據，當地共有人口7844人，而人口密度為每平方千米75.34人。